# NGC 2506
NGC 2506（Caldwell 54、Melotte 80）は、いっかくじゅう座の散開星団である。1791年にウィリアム・ハーシェルが発見した。